# Velký skok vpřed

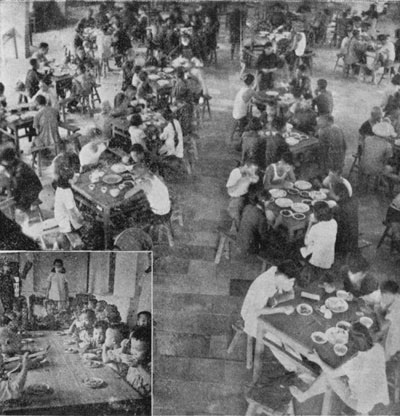
„Lidová jídelna“

Velký skok vpřed či Velký skok (TZ: 大躍進; ZZ: 大跃进; pinyin: dàyuèjìn; český přepis: ta-jüe-ťin) byl oficiální název politiky Čínské lidové republiky od roku 1958 až do počátku roku 1962 v rámci Druhého pětiletého plánu ČLR. Čínský vůdce Mao Ce-tung chtěl radikálními politickými a ekonomickými opatřeními rychle zvyšovat čínskou produkci, dostat zemi během 15 let ekonomicky do postavení velmoci a vybudovat komunismus. Skutečným následkem však byl největší lidmi vyvolaný hladomor v dějinách, jemuž padly za oběť desítky milionů lidí.

## Průběh

Primitivní vysoké pece na výrobu oceli v Číně během Velkého skoku.

V roce 1958, kdy byl Velký skok vpřed zahájen, bylo obyvatelstvo Číny rozděleno do desetitisíců lidových komun, základních ekonomických a správních jednotek, které měly být soběstačné a odpovědné za své výsledky. Zároveň se tím zrušily či narušily tradiční vazby a ekonomické vztahy v zemi; Maovým dlouhodobým cílem bylo zlikvidovat rodinu, peníze a soukromé vlastnictví. Dalším Maovým cílem, přijatým jako poučení z maďarského povstání 1956, bylo fyzicky zlikvidovat potenciální odpůrce režimu.
Vedle rychlého narušení společenských vazeb přinesl Velký skok i změnu průmyslové politiky. Z nařízení čínské vlády například každá komuna musela vybudovat vlastní malé vysoké pece, a zvýšit tím produkci oceli. Přitom však nebyl zabezpečen přísun železné rudy ani paliva, takže obyvatelé byli nuceni tavit své nářadí a oheň v pecích živit dřevěným vybavením svých obydlí, dřevem z posvátných hájů kolem konfuciánských chrámů, ba pálit i celé domy. Když nářadí došlo, bylo obyvatelstvo lidovými komisaři nuceno jít do hor hledat „železnou rudu“, a to i v případě, že v daném pohoří se železná ruda nikdy nevyskytovala a nikdo z obyvatel nevěděl, jak taková železná ruda vypadá. Zoufalí lidé pak do vysokých pecí házeli veškeré kameny, které alespoň trochu připomínaly kov. Výsledkem byla zpravidla „podivná spečenina“.
Přestože již počátkem roku 1959 bylo konstatováno, že kov tavený nekvalifikovanými rolníky v pecích z pálené hlíny zdaleka nedosahuje potřebné kvality, politika nebyla změněna a nedostatek nástrojů a pracovních sil v zemědělství znamenal drastický pokles zemědělské výroby. Navíc obyvatelstvo bylo přinuceno stravovat se v „kolektivních jídelnách“ a bylo zakázáno připravovat si jídlo doma. Populisticky vysoké jídelní příděly způsobily brzké vyčerpání krizových zásob a fakt, že jídlo bylo zadarmo, zapříčinil obrovské plýtvání. Společně s nepříznivou úrodou a rozkolem se Sovětským Svazem v roce 1960, který tak zastavil hospodářskou pomoc Číně, vše vyústilo v obrovský hladomor, tzv. „Tři hořké roky“ 1959–1961. V některých oblastech hladem a nemocemi vymřelo až 40 % obyvatelstva. Hlad dosáhl takových rozměrů, že docházelo ke kanibalismu a někteří se stravovali kaolinem, který má příjemně nasládlou chuť a svým objemem utišil touhu žaludku po potravě; jelikož však jde o nestravitelnou horninu, lidé následně umírali na koliku.
Ústřední výbor čínské komunistické strany kampaň zastavil na svém plenárním zasedání v lednu 1961. Důsledkem bylo i několik let trvající oslabení Maovy pozice ve vedení strany a přijetí prvků sovětského modelu organizace státu. Napětí mezi Mao Ce-tungem a jeho kritiky ve straně bylo o několik let později, v roce 1966, také motivem vzniku další velké Maovy kampaně – Kulturní revoluce.

## Následky
Odhady počtu obětí Velkého skoku se v jednotlivých pramenech značně liší. Odhad Judith Banisterové, založený na demografickém modelování, zní 30 milionů mrtvých, jiné odhady se nejčastěji pohybují v pásmu 20-40 miliónů, tedy v každém případě více, než kolik bylo obětí první světové války. Přitom šlo zřejmě mnohem častěji o oběti hladu, nemocí a zimy než o oběti poprav a jiného násilí. Hladomor vyvolaný Velkým skokem vpřed je mezi ostatními lidmi vyvolanými hladomory 20. století poměrně neobvyklý tím, že nešlo o průvodní jev války, občanské války či jednoznačného státního teroru, jakkoli ani ten v rámci kampaně nechyběl, ale spíše o nechtěný následek špatně připravené a bezohledně vynucované modernizační politiky. Zároveň je Velký skok exemplárním dokladem mimořádné stability východoasijských komunistických diktatur: jedinou politickou reakcí na katastrofální neúspěch programu byly dílčí mocenské přesuny v ústředním výboru Komunistické strany Číny.
Hospodářským výsledkem Velkého skoku byl především rychlý ekonomický propad. V roce 1961 se čínské HDP snížilo o rekordních 27 % a trvalo několik dalších let po zastavení kampaně, než se podařilo dosáhnout úrovně roku 1958. Spolu s dalšími excesy maoistické politiky tak Velký skok přispěl k tomu, že Čína až do 80. let 20. století nedokázala ve světové politice a ekonomice zaujmout místo odpovídající její velikosti a kulturnímu bohatství.
Velký skok vpřed dodnes patří v pevninské Číně mezi tabuizovaná témata a oficiálně se o něm hovoří jen jako o jako o „Třech letech přírodních katastrof“ nebo „Třech letech potíží“.[zdroj?]